# Кастильончелло
Кастильонче́лло (итал. Castiglioncello) — фракция коммуны Розиньяно-Мариттимо в области Тоскана, в провинции Ливорно, в Италии. Расположена на мысу в Тиренском море. Является туристическим центром.
Покровителем коммуны почитается апостол Андрей Первозванный.
В 1861 году Диего Мартелли, итальянский художник, принадлежавший к течению маккьяйоли, построил в Кастильончелло двухэтажный дом и разбил вокруг него парк и огород. Он часто приглашал туда художников, с которыми был дружен; они вместе писали пейзажи и вели долгие беседы об искусстве. Поэтому иногда о посещавших дом Мартелли говорят как о «школе Кастильончелло».